# Рига-Пасажирська
Ри́га-Пасажирська (латис. Rīgas Pasažieru stacija, Rīgas Centrālā stacija, Rīga-Pasažieru) — позакласна пасажирська головна залізнична станція у столиці Латвії Ризі та найбільша залізнична станція Латвії. Усі залізничні пасажирські маршрути Латвії починаються на Ризькому вокзалі у 5 напрямах — до Саулкрастів, Сігулди, Саласпілса, Єлгави та Юрмали. Найближчими станціями до Риги-Пасажирської є станції Торнякалнс (2,7 км), Земітани (4,6 км) та Яняварти (5,7 км), а також зупинний пункт Вагону-паркс (2,2 км).
У тарифному плані станція Рига-Пасажирська належить до зони А.
Станція розташована на схід від Старого міста Риги. Вокзал також є великим вузлом для маршрутів громадського транспорту: на Привокзальній площі та вулицях неподалік (вулиці Маріяс, Меркєля, Сатеклес та 13 січня) зупиняються чимало тролейбусних та автобусних маршрутів.

## Історія
Будівництво вокзалу почалося 1858 року після того, як був затверджений проєкт першої залізниці. Товариством Ризько-Дінабурзької залізниці проєкт був профінансований британськими підприємцями, а вели його британські інженери. 8 травня 1858 року був закладений перший камінь у будівлю майбутнього Дінабурзького вокзалу, після молебну та водосвячення, здійснив тодішній генерал-губернатор Риги (1848—1861), князь Олександр Суворов. Офіційно залізничну лінію Рига — Дінабург (завдовжки 217 км) було відкрито 25 вересня 1861 року, а освячення Дінабурзького вокзалу відбулося 12 жовтня 1861 року. Будівля вокзалу була побудована на тому ж місці, де і нині знаходиться головна будівля сучасного вокзалу. Після побудови станції Торнякалнс у 1858 році Дінабурзький вокзал, спроєктований для лінії на Юрмалу, отримав назву Рига І.
Поїзди відправлялися на Дінабург та надалі до Санкт-Петербургу та Варшави. Вокзал мав вигляд невеликої двоповерхової будівлі, що спроєктована архітектором Йоганна Даніеля Фельско, до якої перпендикулярно фасаду прокладені залізничні колії. Спочатку там були лише два криті перони та чотири колії, біля них також розташовувалися телеграфне відділення, пошта та поліцейське управління.
1868 року завершено спорудження лінії від Риги до Мітави, згодом — дільницю від Риги до Мюльграбена, 1873 року — від Риги до Болдерая. Її кінцевий пункт призначення — вокзал Рига ІІ для лінії на Даугавпілс знаходився біля будівлі сучасного вокзалу. Шляхи цього вокзалу були вищі за шляхи лінії Рига — Даугавпілс. Пізніше цей вокзал став обслуговувати також лінії до Тукумса. 1914 року споруду цього вокзалу було зруйновано, а станцію об'єднали з центральним вокзалом Рига І.

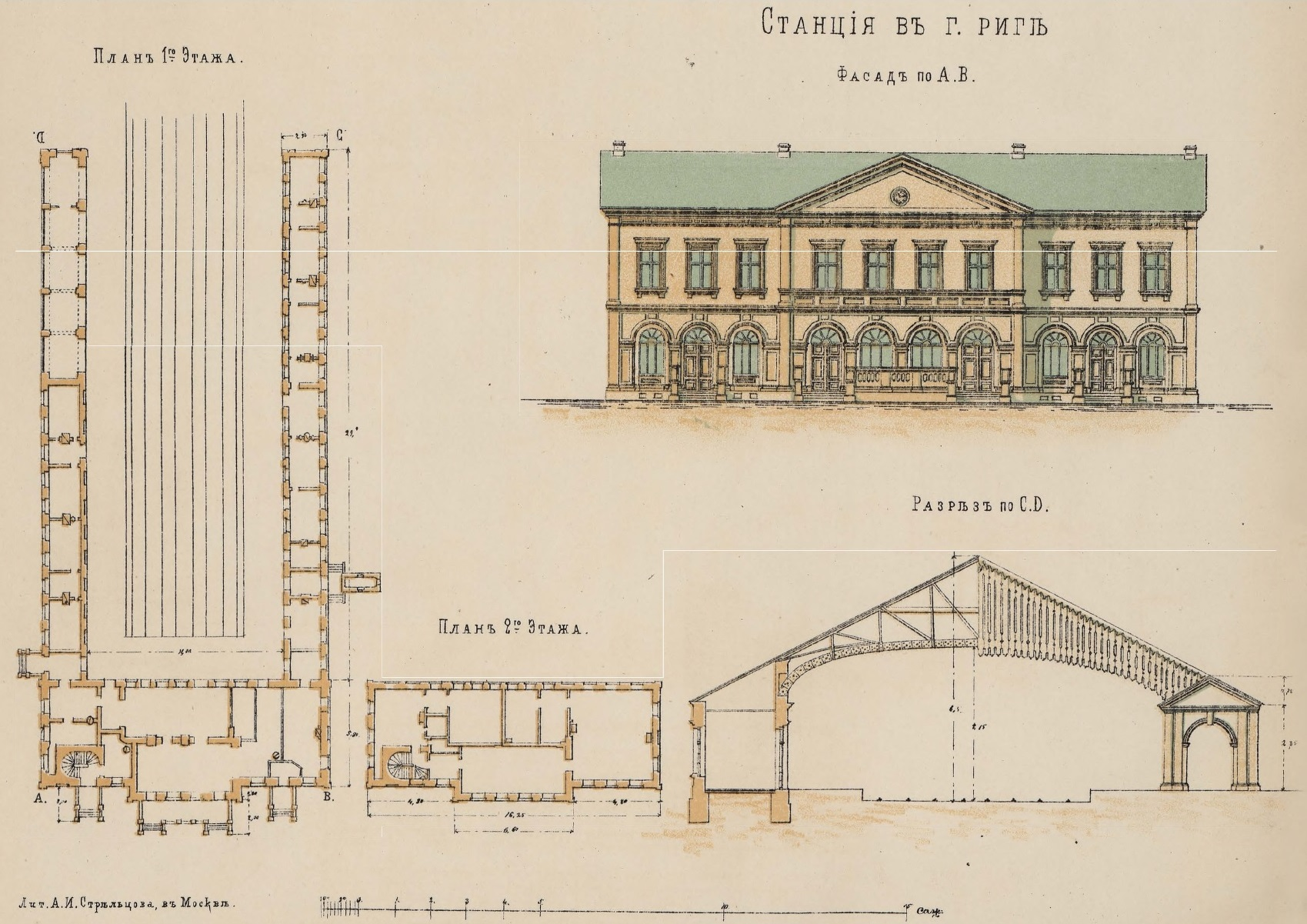
Креслення першого вокзалу (1872)

1885 року невелику двоповерхову будівлю перебудували та розширили за проєктом архітектора Генріха Карла Шееля, до неї були прибудовані два триповерхові крила. 1889 року на Привокзальній площі було завершене спорудження православної каплиці Олександра Невського у нововізантійському стилі, яка збудована на честь порятунку родини імператора Олександра ІІІ у залізничній аварії під Бірками, коли імператорська родина поверталася з Кавказу до Санкт-Петербурга. Каплиця простояла до 20 липня 1925 року, коли рішенням Ризької міської управи її знесли, «як згадку про часи царизму та за бажанням громади».
Наступне розширення мережі залізниць було 1892 року, через відкриття руху спорудженою в 1889 році залізничною лінією Рига — Псков. 1896 року, коли було відкрите швидкісне залізничне сполучення поїздом «Норд-Експрес» з Парижа до Санкт-Петербурга через Ганновер, Берлін, Кенігсберг та Даугавпілс, він до 1914 року мав спеціальний вагон до Риги, який відчеплювали на Даугавпілському вокзалі. 1897 року відбулося розділення вантажного та пасажирського руху: 1903 року з'явився новий вантажний вокзал, а 1907 року — пасажирський. 1913 року з цього вокзалу, що мав назву Двинський, була можливість доїхати до Санкт-Петербурга, Москви, Царицина, Севастополя, Ростова-на-Дону, Ревеля, Одеси та інших міст Російської імперії. З сусіднього вокзалу Рига ІІ, що розташовувався на місці сучасного автовокзалу, курсували поїзди до міст Курляндії (Мітави, Лібави, Віндави) та сучасної Литви, до прикордонної з Німеччиною станції Вержболово.
1902 року у Ризі був розроблений план реконструкції залізничного вузла, що передбачав одну центральну станцію для всіх поїздів, що прибували до Риги: виникла необхідність перемістити головний корпус пасажирської будівлі вокзалу трохи подалі від центральної частини міста, ніж існуюча станція, на території тодішньої станції Рига-Пречу I. Цей план виник через близькість Ризького центрального вокзалу до центру міста та товарної станції неподалік, що уможливило використання центрального вокзалу як єдиної пасажирської станції, та був частково реалізований станом на 1914 рік; дві станції, що обслуговували Даугавпілський та Юрмальський напрямок, об'єдналися, і станція Рига І стала головним вокзалом Риги (латис. Rīgas Galvenā stacija). Залізниця відтоді проходила над центральними вулицями Риги, — до того поїзди прибували на рівні землі до станції, що тоді мала назву Рига І, — був збудований новий залізничний міст. Також були споруджені нові перони станції на вищому та сучасному рівні. Разом ці станцією отримав назву вокзал Рига-Пасажирська (латис. Rīgas Pasažieru stacija). Проте перебудову вокзалу не вдалося завершити через початок Першої світової війни.

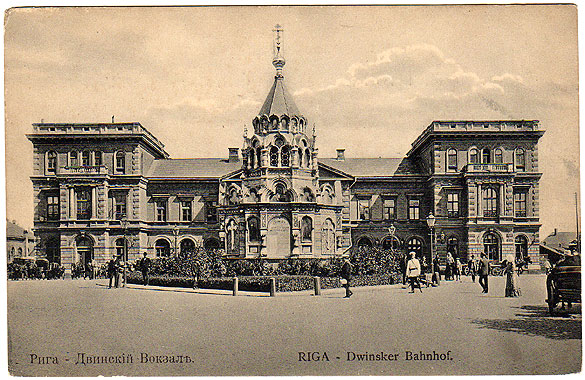
Перебудована будівля вокзалу з каплицею Олександра Невського (1905-1918 рр.)
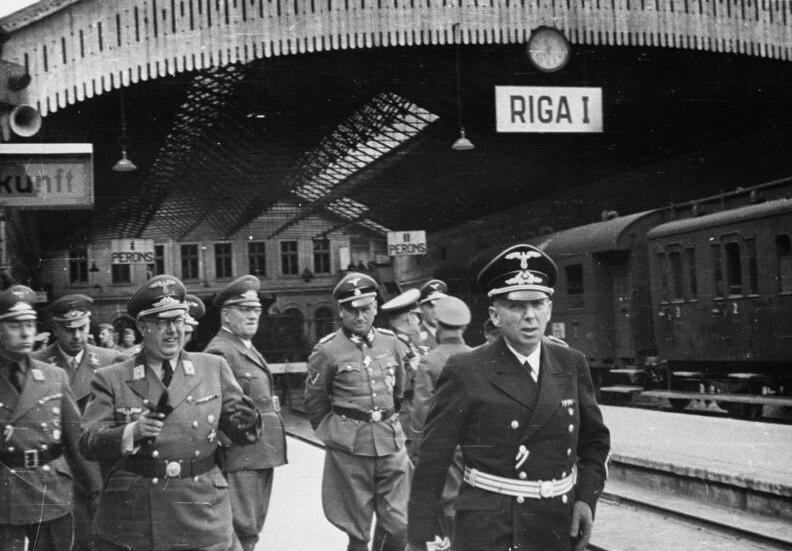
Прибуття командування СА та СС на Ризький вокзал за часів нацистської окупації 15 лютого 1944

Після здобуття Латвією незалежності були відкриті маршрути міжнародного сполучення. 15 лютого 1921 року відкрито маршрут Рига — Каунас, 26 лютого 1921 року маршрут руху поїзда на Кенігсберга був подовжений до Берліна. В складі поїзда використовувалися вагони 1-го та 2-го класу міжнародного товариства спальних вагонів. Пізніше через ризький вокзал був відновлений маршрут поїзда «Норд-Експрес» сполученням Таллінн — Рига — Каунас — Варшава — Берлін. Поїзд відправлявся з Риги о 23:07 та прибував до головного вокзалу Берліна наступного дня о 19:42. Зазвичай у його складі був вагон-ресторан та вагони до Берліна і Парижа.1937 року був прийнятий проєкт нового залізничного вокзалу, який не вдалося реалізувати через того, що влітку 1940 року Латвія була окупована Радянським Союзом, а також через початок війни. Цей план мав почати здійснюватися 1940 року та завершитися 1945 року.
Під час німецької окупації Латвії 1942 року вокзали офіційно називалися Riga Pbf (нім. Riga Personenbahnhof) та Riga Hbf (нім. Riga Hauptbahnhof). За часів Другої світової війни обидві будівлі вокзалу, колії та обладнання зазнали значних пошкоджень. 1947 року вони були відновлені.
У 1950-х роках станція електрифікована. 1954 року реконструкція вокзалу знову продовжилась, були розроблені декілька проєктів. Авторами нового проєкту центрального вокзалу В. Кузнєцов та В. Ципулін. Впродовж 1959—1967 років вокзал було перебудовано зі скла та бетону. 1960 року відкрилися пасажирські, службові та технічні приміщення, а 1965 року було зведено поштову будівлю та зал з міжнародними касами. 1964 року біля входу до центрального вокзалу запрацював головний міський годинник на вежі з північної сторони вокзалу, яка також слугувала як водонапірна вежа. Механізм годинника приводився у дію електрикою, а у темну пору доби його циферблат підсвічувався неоном. Її відкриття відбулося 21 липня 1961 року.
Будівлю старого вокзалу, споруджену ще 1861 року та розширену 1889 року, знесли 1965 року, а на початку червня 1967 року в експлуатацію була введена вже нова будівля. Це була остання споруда, що завершувала весь комплекс центрального вокзалу. На першому поверсі знаходилися каси попереднього продажу квитків, а на другому — ресторан.
Наприкінці 1970 року циферблат вокзального годинника був замінений електронним табло, що складався із 1600 ламп.
Впродовж 2000—2003 років Центральний вокзал та Привокзальна площа зазнали чергової реконструкції, яку проводила компанія «Linstow Varner». У рамках здійснення цієї реконструкції були укріплені несучі конструкції споруди, відремонтований дах, замінені двері, вікна та вітрини. Також були встановлені ліфти та ескалатори. Також були з'єднані зали приміського та далекого сполучення, адже до цього наскрізного переходу між цими залами не було. Добудовані дві будівлі, у яких розміщений торговий центр «Origo», відкритий 2003 року. Стару вежу з годинником знесли, а замість неї збудували нову, заввишки 43 м (разом із написом RĪGA — 46 м) із діаметром циферблату годинника у 4,2 м. Окрім годинникової вежі вона стала також рестораном, що розташований нагорі вежі, звідки відкривається краєвид як на саму Привокзальну площу, так і на Старе місто. На вежі відновили початковий вигляд годинника зі стрілками замість колишнього цифрового. Торговий центр відкрився 8 травня 2003 року, а вежа з годинником та рестораном у ній — 4 вересня 2003 року. Новий вокзал відкрито 16 серпня 2001 року. Поруч із вокзалом нині знаходиться супермаркет «Stockmann».
2019 року було передбачено розпочати роботу проєкту залізничного мосту і насипу лінії Rail Baltica та спорудження нового комплексу Ризького центрального пасажирського вокзалу; у березні 2017 року був затверджений план данських архітектурних компаній «PLH Architects та COWI A/S». Будівельні роботи мали бути розпочатися у 2021—2022 роках. Згідно із розрахунками, витрати на цей проєкт складали приблизно 200 млн євро.

## Парки

### Торнякалнський парк
До складу Торнякалнського парку входять всі колії на станції Торнякалнс. Він у свою чергу складається із двох парків:
- парк A — 6 колій та 3 перони ближче до будівлі станції Торнякалнс;
- парк B — відгалуження від парку А; має 10 тупикових колій.

### Головний парк
Головний парк — центральна та головна частина Ризького пасажирського вокзалу, у якому розташований кінцевий пункт всіх електро- та дизель-поїздів. Головний парк має 5 перонів та 9 колій, а також 3 пасажирські тупикові колії. Із них колії 1 і 3—8 та тупики 10—12 передбачені для прийому та відправлення пасажирських поїздів, а 2-га та 9-та колії — для транзитних вантажних поїздів.

### Технічний парк
Технічний парк, що також називається Ризькою технічною станцією або вагонним парком, знаходиться в стороні платформи Яняварти. По обидві сторони Технічного парку знаходиться зупинний пункт Вагону-паркс (Вагонний парк), відстань до якого складає 2,2 км. Парк передбачений для стоянки, огляду та обслуговування електро-, дизель- та міжнародних поїздів. Технічний парк у свою чергу поділяється на парки:
- парк B — передбачений для відстою та обслуговування електропоїздів, має 5 колій та цех з ремонту елекропоїздів;
- парк C — передбачений для відстою вагонів міжнародних пасажирських поїздів, має 17 колій;
- парк D — цех ремонту вагонів ТОВ «Latvijas Ekspresis»;
- парк E — передбачений для відстою та обслуговування дизель-поїздів, має 8 колій.

## Пасажирське сполучення

### Внутрішні напрямки
Внутрішнє пасажирське сполучення від станції Рига-Пасажирська здійснюється наступними залізничними гілками:
- на північ: Рига — Скулте, електрифікована дільниця;
- на північний схід: Рига — Лугажі до кордону з Естонією;
- на південний схід: Рига — Даугавпілс, частково електрифікована дільниця;
- на південний захід: Рига — Єлгава, електрифікована дільниця;
- на захід: Рига — Тукумс, електрифікована дільниця.

Також під час католицького паломництва або особливих подій курсує дизель-поїзд за маршрутом Рига — Аглона .

### Поїзди далекого сполучення
Лінією Рига — Даугавпілс курсували поїзди до Росії: Санкт-Петербурга (безпересадкові вагони, щодня; на відрізку Рига — Новосокольники курсували у складі поїзда Рига — Москва) та швидкий поїзд далекого сполучення Рига — Москва (курсував щоденно). Окрім цього, через цю лінію є сполучення з Вільнюсом.
Влітку 2011 року через Даугавпілс декілька разів на тиждень курсував поїзд до білоруського Вітебська (безпересадковий вагон за вказівкою Білоруської залізниці) та за маршрутом Полоцьк — Молодечно — Мінськ-Пасажирський (поїзд далекого сполучення курсував 1 раз на 4 дні).
До березня 2020 року один раз на чотири дні курсував міжнародний поїзд «Чотири столиці» сполученням Рига — Вільнюс — Мінськ — Київ.
| №         | Маршрут сполучення                 | Періодичність курсування, 1989 | Вагонів | Категорія | Періодичність курсування, 2020                                     | Вагонів |
| --------- | ---------------------------------- | ------------------------------ | ------- | --- | ------------------------------------------------------------------ | ------- |
| 001/002   | Рига — Москва                      | щодня                          | 19      | «Латвія», фірмовий швидкий | щоденно                                                            | 8—15    |
| 003/004   | Рига — Москва                      | щоденно                        | 19      | «Юрмала», фірмовий швидкий | за розпорядженням                                                  | 8—15    |
| 027/028   | Рига — Москва                      | щоденно                        | 22      | швидкий | скасований                                                         |         |
| 031/032   | Рига — Москва                      | щоденно                        | 22      | швидкий | скасований                                                         |         |
| 035/036   | Рига — Ленінград / Санкт-Петербург | щоденно                        | 22      | швидкий | щоденно вагони безпересадкового сполучення до поїзда Рига — Москва | 4       |
| 037/038   | Рига — Ленінград / Санкт-Петербург | щоденно                        | 22      | швидкісний | скасований                                                         |         |
| 039/040   | Рига — Ленінград / Санкт-Петербург | щоденно                        | 22      | швидкий, влітку та за вказівкою | скасований                                                         |         |
| 075/076   | Рига — Київ                        | щоденно                        | 22      | швидкий | скасований                                                         |         |
| 121/122   | Рига — Одеса                       | влітку через день              | 22      | швидкий | скасований                                                         |         |
| 123/124   | Рига — Свердловськ                 | влітку 4 рази на тиждень       | 22      | швидкий | скасований                                                         |         |
| 137/138   | Рига — Харків / Адлер              | влітку щоденно                 | 22      | «Прибалтика», фірмовий швидкий, вагон безпересадкового сполучення до Кисловодська                                                                       | скасований                                                         |         |
| 181/182   | Рига — Сімферополь                 | влітку щоденно                 | 22      | швидкий | скасований                                                         |         |
| 185/186   | Рига — Москва                      | щоденно                        | 22      | пасажирський | скасований                                                         |         |
| 187/188   | Таллінн — Рига — Мінськ            | щоденно                        | 22      | «Чайка», фірмовий швидкий, вагони безпересадкового сполучення Таллінн — Берестя, Таллінн — Варшава (понеділок, четверг), Таллінн — Сімферополь (влітку) | скасований                                                         |         |
| 257/258   | Рига — Львів                       | щоденно                        | 22      | пасажирський | скасований                                                         |         |
| 259/260   | Рига — Сімферополь                 | влітку через день              | 22      | пасажирський | скасований                                                         |         |
| 269/270   | Рига — Воронеж                     | щоденно                        | 22      | пасажирський | скасований                                                         |         |
| № 287/288 | Рига — Гомель                      | через день                     | 22      | пасажирський | скасований                                                         |         |
| № 351/352 | Рига — Новоросійськ                | влітку через день              | 22      | швидкий | скасований                                                         |         |
| № 393/394 | Рига — Москва                      | за вказівкою                   | 22      | пасажирський | скасований                                                         |         |
| № 445/446 | Рига — Сімферополь                 | за вказівкою                   | 22      | пасажирський | скасований                                                         |         |
| 527/528   | Рига — Челябінськ                  | влітку через день              | 22      | пасажирський | скасований                                                         |         |
| 543/544   | Рига — Горький / Нижній Новгород   | влітку через день              | 22      | пасажирський | скасований                                                         |         |
| № 621/622 | Рига — Вільнюс                     | щоденно                        | 22      | пасажирський, вагони безпересадкового сполучення Рига — Берлін, Рига — Варшава, Рига — Кисловодськ (за вказівкою)                                       | скасований                                                         |         |
| 673/674   | Рига — Калінінград                 | щоденно                        | 22      | пасажирський | скасований                                                         |         |

## Сучасний вокзал
Наразі вокзал утворює комплекс, що включає в себе декілька корпусів. У вокзальному комплексі є багато крамниць, кіосків та закладів громадського харчування.
Колійний розвиток вокзалу складається з 12 колій та 5 перонів. Усі колії електрифіковані. Колії та перони розташовані на насипу. Для виходу на перони з будівлі вокзалу є три тунелі, один з них для виходу на платформу з вулиці Дзірнаву, проте вночі він зачиняється.

### Тунелі
- A: Найближчий тунель до вагонів поїздів, кас немає. З нього можна вийти на всі платформи, а також до центральної будівлі вокзалу.
- В: Подібний до тунелю А, проте немає виходів на платформи. У середній частині через поперечний тунель сполучений з тунелем А.
- C: Крайній західний тунель; з нього можна вийти на усі платформи, окрім платформи № 1. Має зручний вхід зі сторони Центрального ринку[ru], табло із розкладом руху поїздів та три каси.
- D: Крайній східний тунель, розташований за межами вокзалу; вихід на платформи з вулиці Дзірнаву. Кас і табло із розкладом немає. Працює з 09:00 до 23:00.

### Напрямки та перевізники
| Перевізник           | Дистанція                           | Напрями та розклад             |
| -------------------- | ----------------------------------- | ------------------------------ |
| Літовські залізниці  | Поїзди міжнародного сполучення      | Розклад поїздів Рига — Вільнюс |
| Латвійська залізниця | Поїзди міжнародного сполучення      | Розклад і напрямки             |
| Латвійська залізниця | Регіональне та приміське сполучення | Розклад і напрямки             |

## Галерея

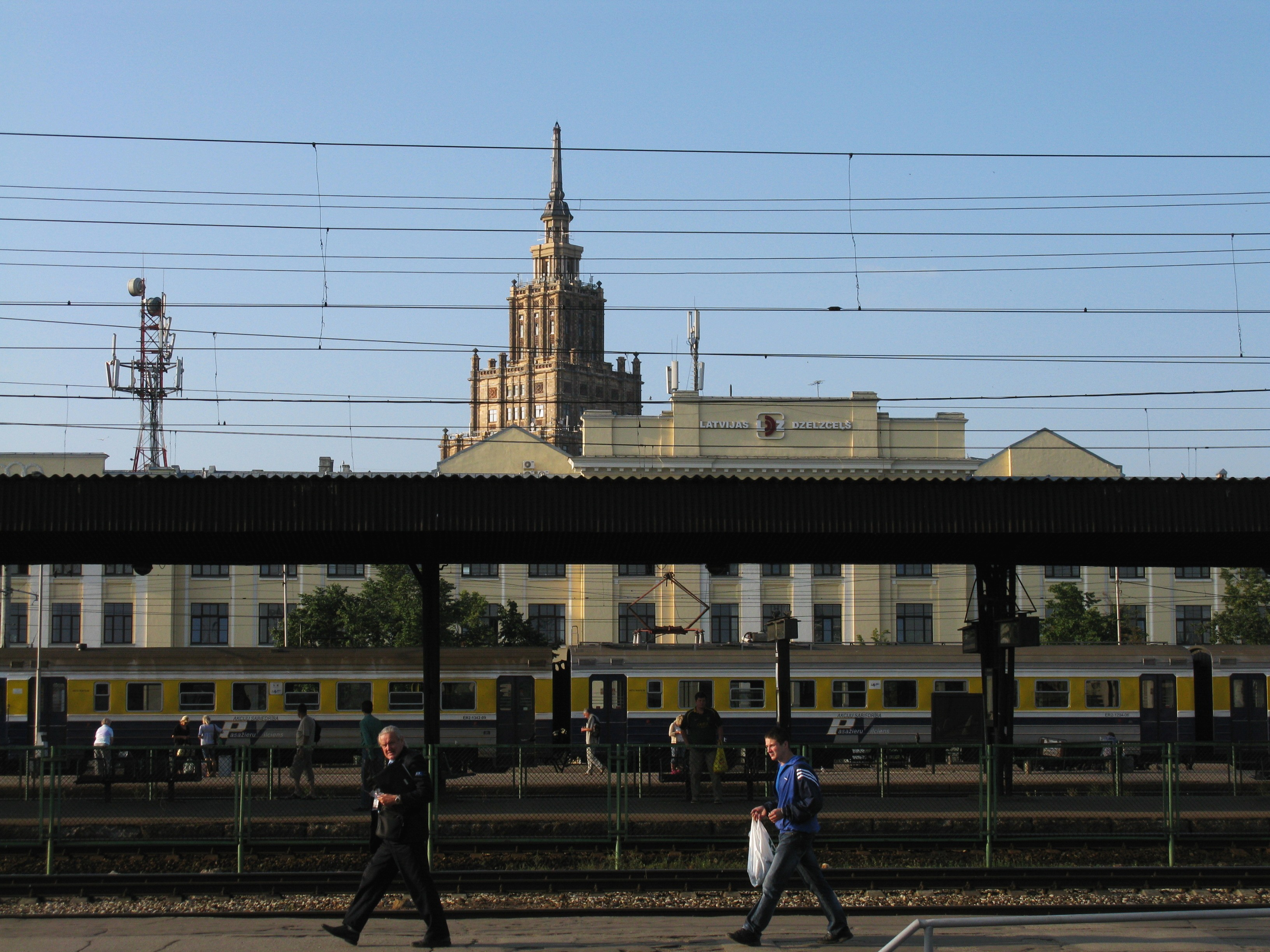
Вид на Центральний вокзал Риги з перонів
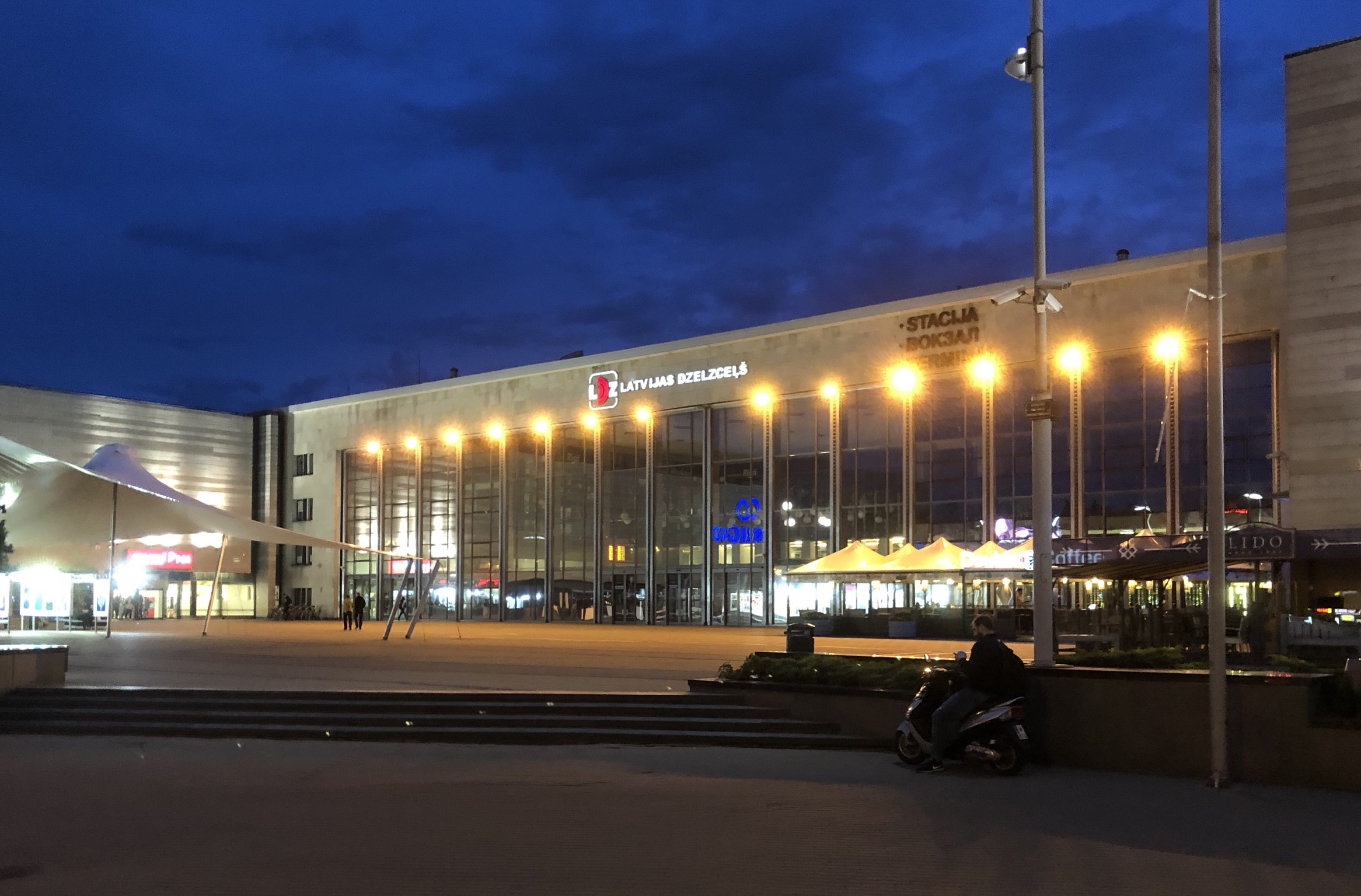
Будівля пасажирського терміналу вночі (2018)
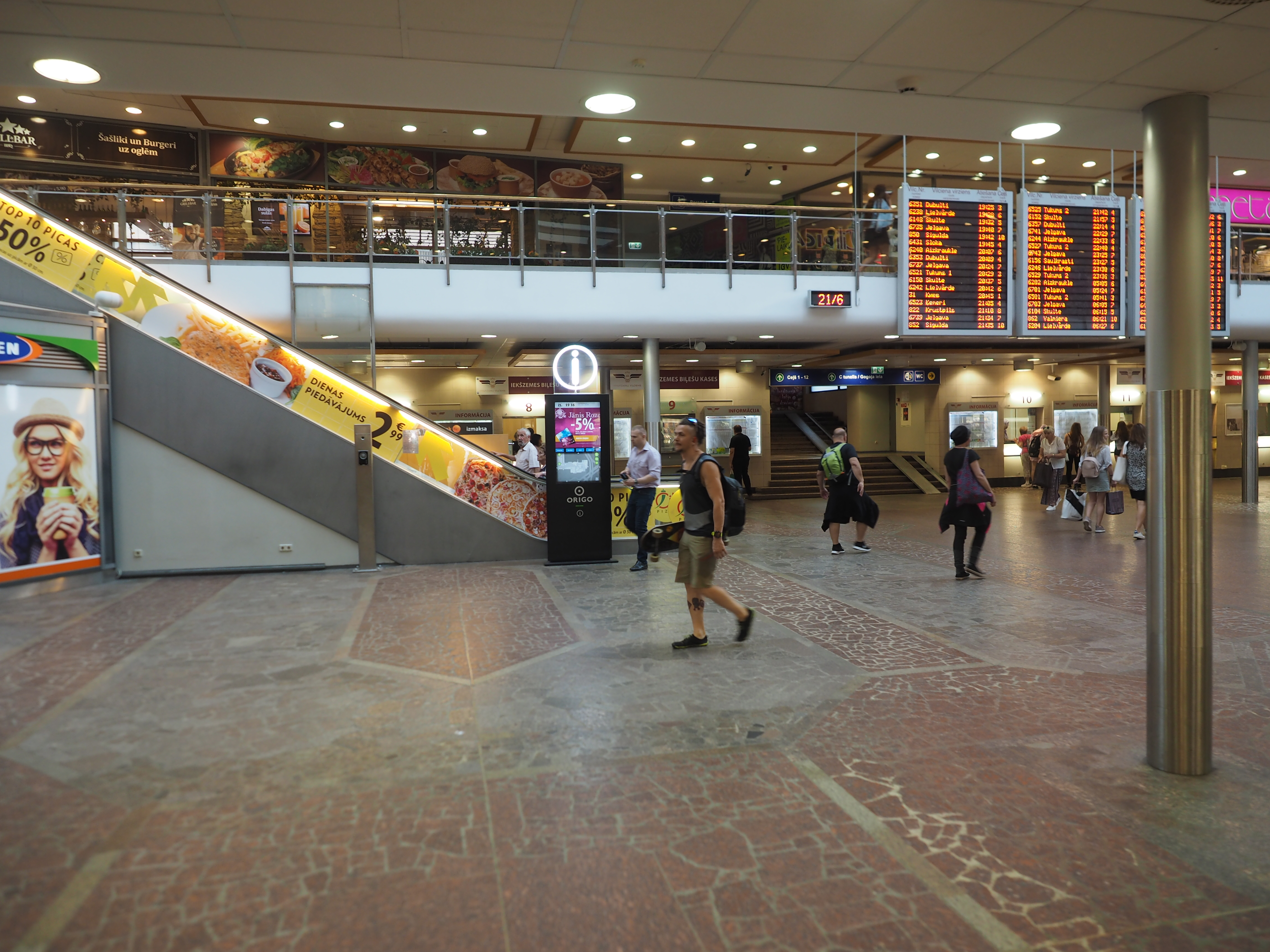
Інтер'єр вокзалу, (2019)
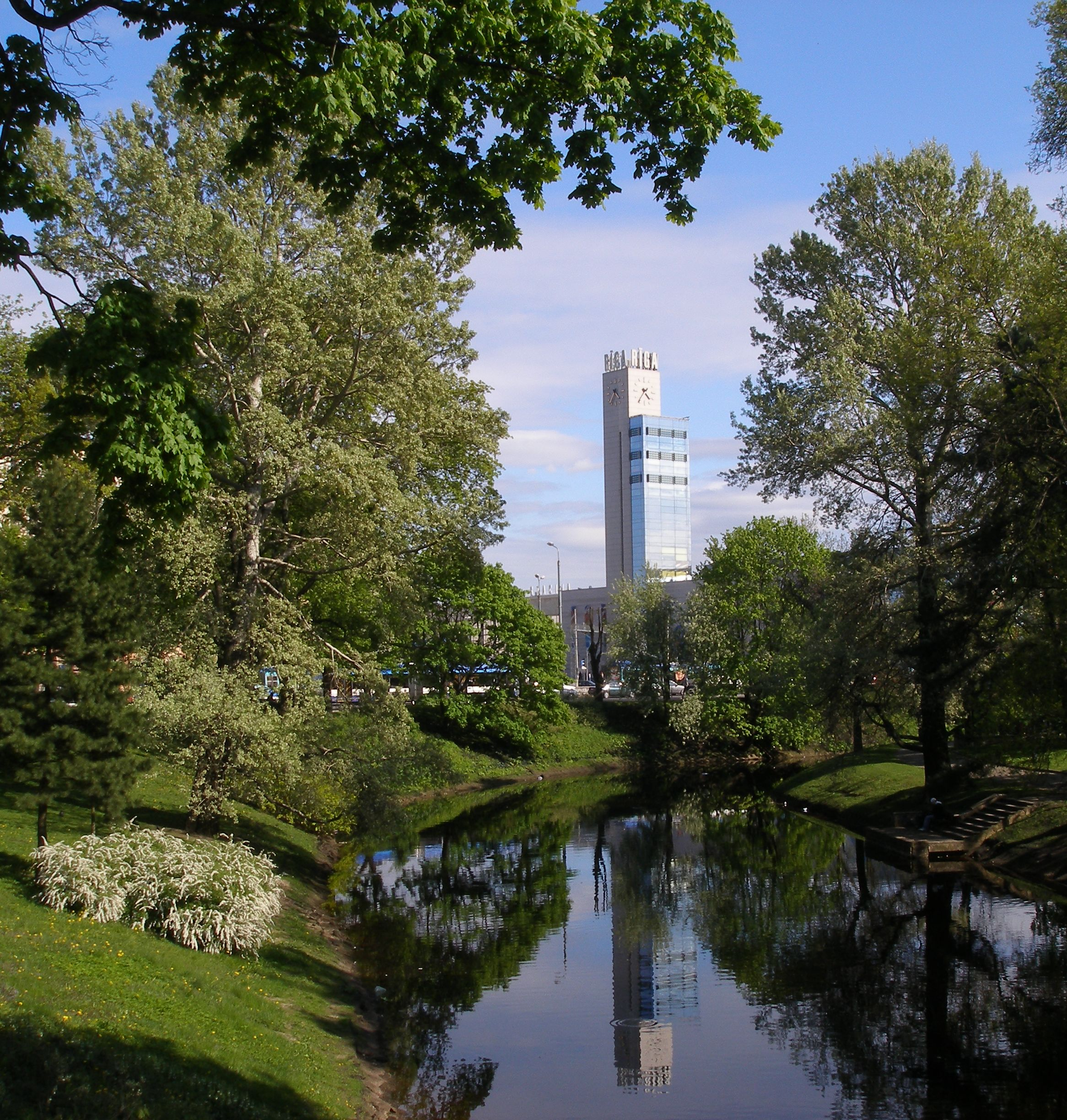
Вежа з годинником
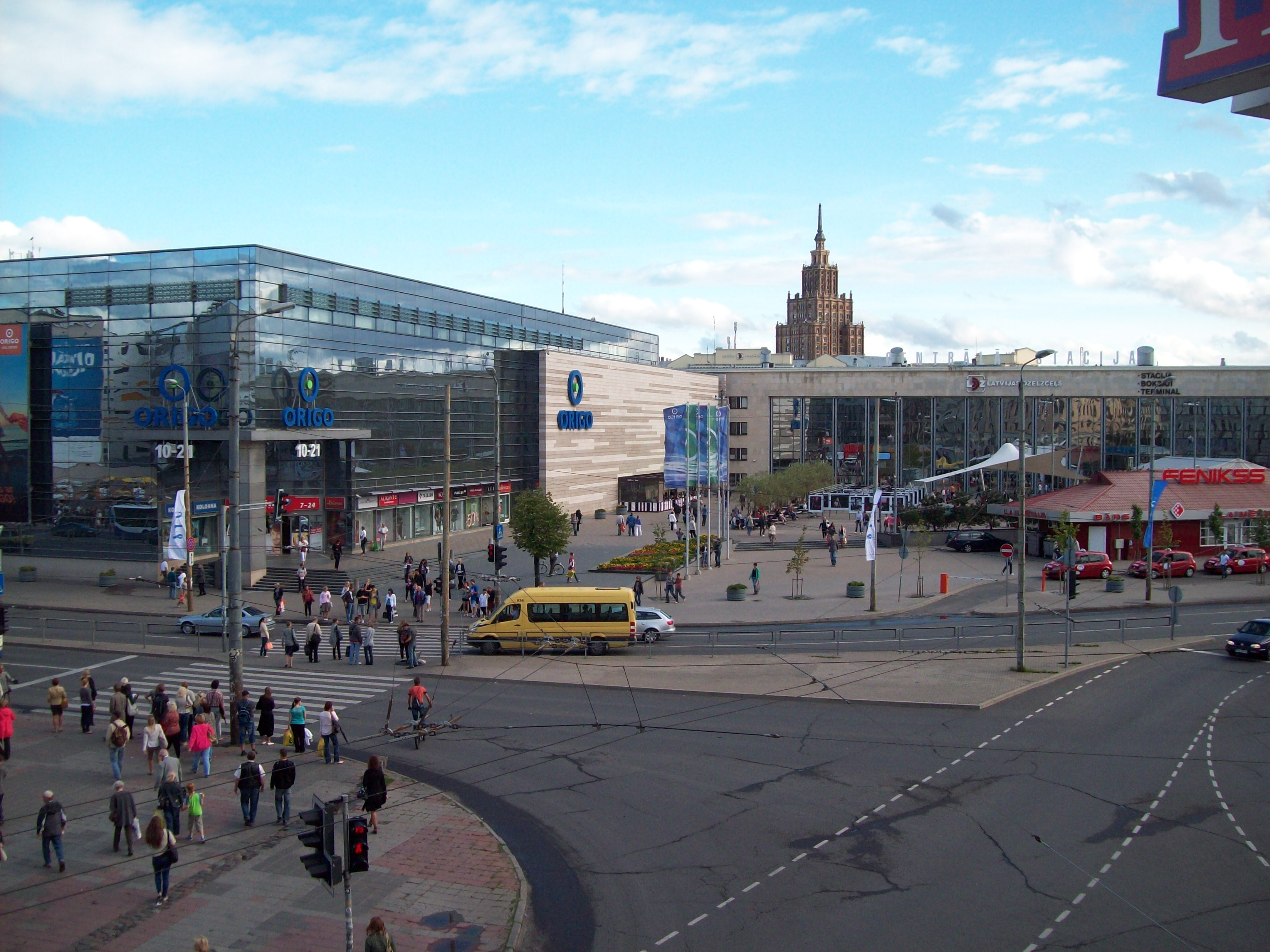
Привокзальна площа (Площа Стаціяс)
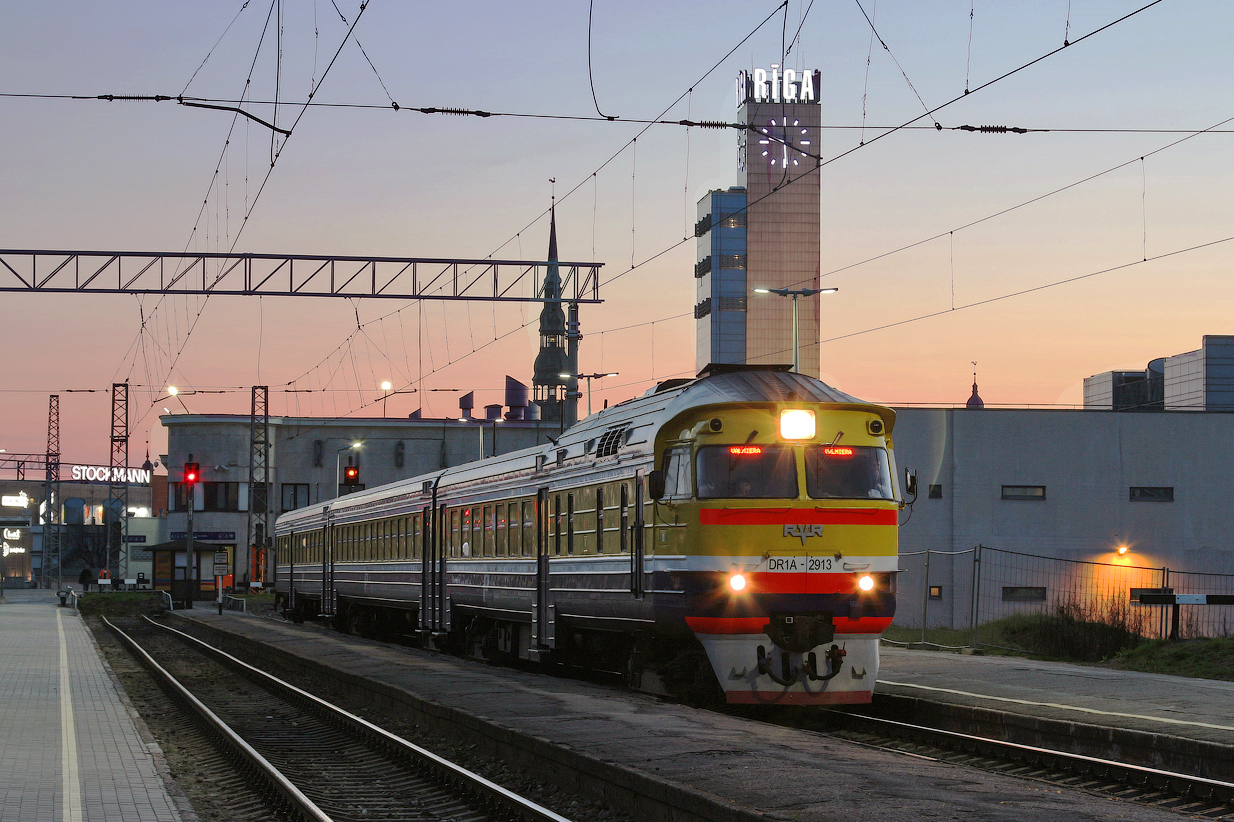
Потяг DR1А-2913
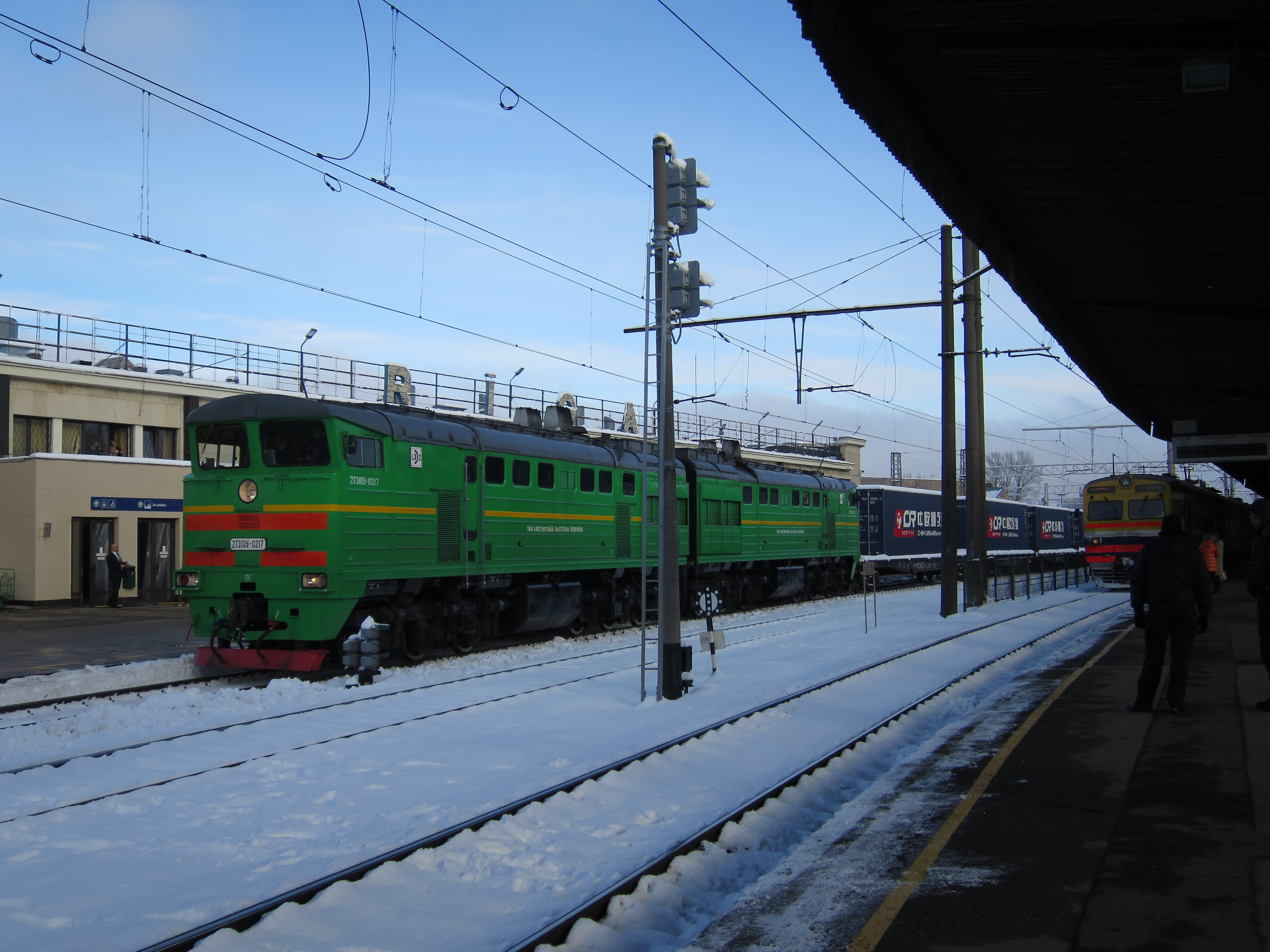
Тестовий контейнерний поїзд з Китаю, на Ризькому вокзалі (2016)
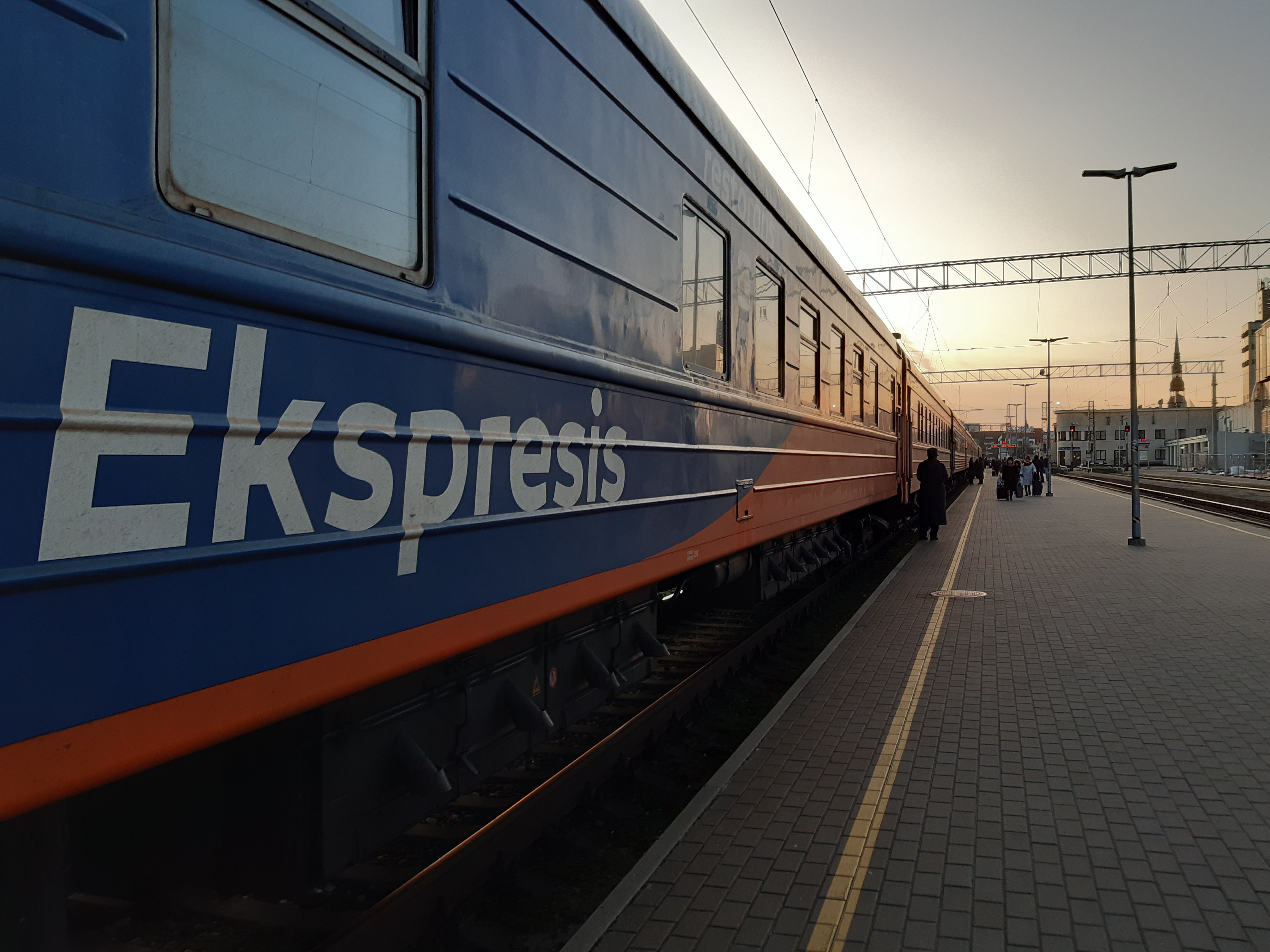
Поїзд Рига — Москва / Санкт-Петербург
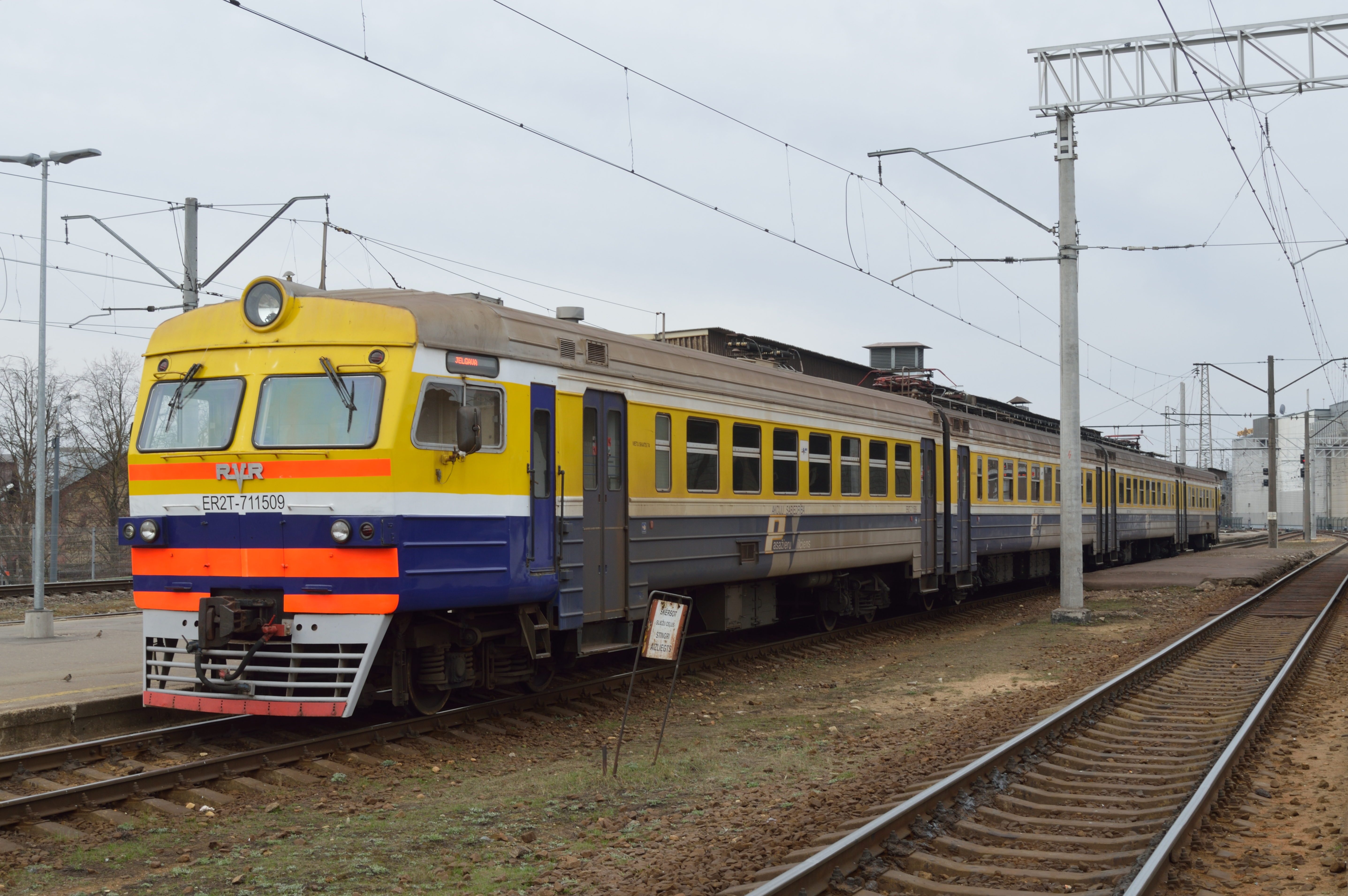
Пасажирський поїзд до Єлгави, збудований на РВЗ